# Ron Livingston
Ronald Joseph „Ron” Livingston (ur. 5 czerwca 1967 w Cedar Rapids) – amerykański aktor i producent filmowy. Nominowany do Złotego Globu 2002 w kategorii najlepszy aktor drugoplanowy w serialu, miniserialu lub filmie telewizyjnym za rolę kapitana Lewisa Nixona w miniserialu Kompania braci (Band of Brothers, 2001). 

## Życiorys

### Wczesne lata
Urodził się w Cedar Rapids w stanie Iowa jako syn Lindy (z domu Rinas), luterańskiej pastor, i Kurta Livingstona, inżyniera lotnictwa / elektroniki. Jego rodzina miała korzenie niemieckie, angielskie, szkockie i irlandzkie. Wychowywał się z dwoma braćmi – Nickiem i Johnem oraz siostrą Jennifer. W 1989 wraz z Andersonem Cooperem ukończył studia na Uniwersytecie Yale, gdzie śpiewał z The Whiffenpoofs.

### Kariera
Podczas studiów zaczął grać na Williamstown Theatre Festival. Po raz pierwszy wystąpił w Theatre Cedar Rapids po tym, jak został przedstawiony grupie podczas szkolnego stażu pracy. Następnie przeniósł się do Chicago i związał się z Goodman Theatre. Debiutował na ekranie jako żołnierz w komedii romantycznej Prosto z mostu (Straight Talk, 1992) z Dolly Parton. Po raz pierwszy zwrócił na siebie uwagę widzów filmowych w 1996, kiedy w kultowym komediodramacie Douga Limana Swingers wcielił się w jednego z kumpli Mike’a Petersa (Jon Favreau) z obsesją na punkcie Rat Pack. W ciągu następnych kilku lat zaczął odgrywać coraz więcej głównych ról, zdobywając uznanie i wyrabiając sobie markę, w tym w komedii Mike’a Judge’a Życie biurowe (Office Space, 1999).
W 2007 na Off-Broadwayu zagrał rolę Drew w produkcji In a Dark Dark House.

## Życie prywatne
2 listopada 2009 w San Francisco zawarł związek małżeński z  Rosemarie DeWitt. W maju 2013 Livingston i jego żona ogłosili, że adoptowali córeczkę Gracie James (ur. 29 kwietnia 2013). W grudniu 2016 para ogłosiła, że adoptowała kolejne dziecko, dziewczynkę 
Esperanza Mae (ur. w grudniu 2015).

## Filmografia

### Filmy fabularne
- 1992: Prosto z mostu (Straight Talk) jako żołnierz
- 1996: Swingers jako Rob
- 1999: Życie biurowe (Office Space) jako Peter Gibbons
- 1999: Droga do Białego Domu (The Big Brass Ring) jako Sheldon Buckle
- 1999: Body Shots jako Trent
- 2002: Adaptacja (Adaptation) jako Marty Bowen
- 2003: Cooler (The Cooler) jako Larry Sokolov
- 2003: 44 minuty: Strzelanina w północnym Hollywood (44 Minutes: The North Hollywood Shoot-Out, TV) jako Donnie Anderson
- 2005: Kochaj i mścij się (Pretty Persuasion) jako Percy Anderson
- 2006: Obcy krewni (Relative Strangers) jako Richard Clayton/Menure
- 2009: Zaklęci w czasie (The Time Traveler’s Wife) jako Gomez
- 2010: Stosunki międzymiastowe (Going the Distance) jako Will
- 2012: Niezwykłe życie Timothy’ego Greena (The Odd Life of Timothy Green) jako Franklin Crudstaff
- 2013: Obecność (The Conjuring) jako Roger Perron, mąż Carolyn
- 2013: Kumple od kufla (Drinking Buddies) jako Chris Cook
- 2013: Parkland jako James P. Hosty
- 2015: W nowym zwierciadle: Wakacje (Vacation) jako Ethan
- 2016: Piąta fala (The 5th Wave) jako Oliver Sullivan
- 2018: Tully jako Drew Moreau
- 2023: Flash jako Henry Allen

### Seriale TV
- 1995: JAG jako kapral David Anderson
- 1997: Strażnik czasu (Timecop) jako Elliott Ness
- 2000: Teraz ty (Then Came You) jako Max
- 2001: Kompania braci (Band of Brothers) jako Lewis Nixon
- 2001–2002: Kancelaria adwokacka (The Practice) jako A.D.A. Alan Lowe
- 2002–2003: Seks w wielkim mieście (Sex and the City) jako Jack Berger
- 2005–2007: Amerykański tata (American Dad!) jako Bob Memari
- 2005: Dr House (House) jako dr Sebastian Charles
- 2006: Family Guy jako Video store clerk (głos)
- 2006–2007: Impas (Standoff) jako Matt Flannery
- 2009: Defying Gravity jako Maddux Donner
- 2013: Zakazane imperium (Boardwalk Empire) jako Roy Phillips
- 2015: Pora na przygodę! (Adventure Time) jako Morty Rogers (głos)
- 2016–2021: Tropiciele (Search Party) jako Keith Powell
- 2017: Dice: Komik w Las Vegas (Dice) jako Sydney Stein
- 2018: The Romanoffs jako Alex Myers
- 2018–: A Million Little Things jako Jon Dixon